# Liste der Abgeordneten zum Burgenländischen Landtag (Ständischer Landtag)
Diese Liste der Abgeordneten zum Burgenländischen Landtag listet alle Mitglieder des Burgenländischen Landtags während des Ständestaates auf. Die Gesetzgebungsperiode begann am 11. November 1934 und endete mit dem Einmarsch der deutschen Wehrmacht am 12. März 1938. Es gab lediglich eine Landtagssitzung. Dem Präsidium saß als 1. Landtagspräsident Michael Koch vor, Vizepräsidenten waren Johann Bauer und Johann Rotter. Die Abgeordneten waren nicht Vertreter einer bestimmten Partei, sondern eines Standes.
| Name                 | Stand                                                     | Anmerkung                              |
| -------------------- | --------------------------------------------------------- | -------------------------------------- |
| Bauer Johann         | Geld-, Kredit- und Versicherungswesen                     |                                        |
| Bella Johann         | Handel und Verkehr                                        |                                        |
| Berlakovich Robert   | Land- und Forstwirtschaft                                 |                                        |
| Beutl Franz          | Land- und Forstwirtschaft                                 |                                        |
| Coreth Max           | Land- und Forstwirtschaft                                 |                                        |
| Gangl Michael        | Gesetzlich anerkannte Kirchen und Religionsgemeinschaften |                                        |
| Grabenhofer Gottlieb | Land- und Forstwirtschaft                                 |                                        |
| Grabner Paul         | Land- und Forstwirtschaft                                 |                                        |
| Greger Hans          | Gewerbe                                                   |                                        |
| Horvath Ignaz        | Gesetzlich anerkannte Kirchen und Religionsgemeinschaften |                                        |
| Horvath Johann       | Land- und Forstwirtschaft                                 |                                        |
| Kobor Johann         | Gewerbe                                                   |                                        |
| Koch Michael         | Gewerbe                                                   |                                        |
| Kotzmanek Stephan    | Öffentlicher Dienst                                       |                                        |
| Kruesz Johann        | Land- und Forstwirtschaft                                 |                                        |
| Mädl Jakob           | Schul-, Erziehungs- und Volksbildungswesen                |                                        |
| Majtenyi Stefan      | Land- und Forstwirtschaft                                 |                                        |
| Mikula Oskar         | Schul-, Erziehungs- und Volksbildungswesen                |                                        |
| Pradl Anton          | Industrie und Bergbau                                     |                                        |
| Ratz August          | Gesetzlich anerkannte Kirchen und Religionsgemeinschaften |                                        |
| Ratzenböck Karl      | Land- und Forstwirtschaft                                 | ab 30. März 1936 für Max Coreth        |
| Reisinger Johann     | Land- und Forstwirtschaft                                 |                                        |
| Reisner Franz        | Handel und Verkehr                                        |                                        |
| Rigal Karl           | Land- und Forstwirtschaft                                 |                                        |
| Rotter Johann        | Freie Berufe                                              |                                        |
| Sattler Karl         | Industrie und Bergbau                                     |                                        |
| Schedl Franz         | Gewerbe                                                   |                                        |
| Steiner Franz        | Land- und Forstwirtschaft                                 |                                        |
| Steiner Georg        | Land- und Forstwirtschaft                                 | ab 12. November 1935 für Franz Steiner |
| Stöger Karl          | Land- und Forstwirtschaft                                 |                                        |
| Wachter Johann       | Land- und Forstwirtschaft                                 |                                        |
| Wallner Franz        | Land- und Forstwirtschaft                                 |                                        |